# Hasle, Østfold
Hasle är en tätort i Sarpsborgs kommun i Østfold fylke i sydöstra Norge. Orten ligger vid fylkesväg 581, på östra sidan av älven Glomma, nordöst om staden Sarpsborg.
Tidigare har orten utgjort centralort i dåvarande Varteigs kommun.